# Acanthemblemaria

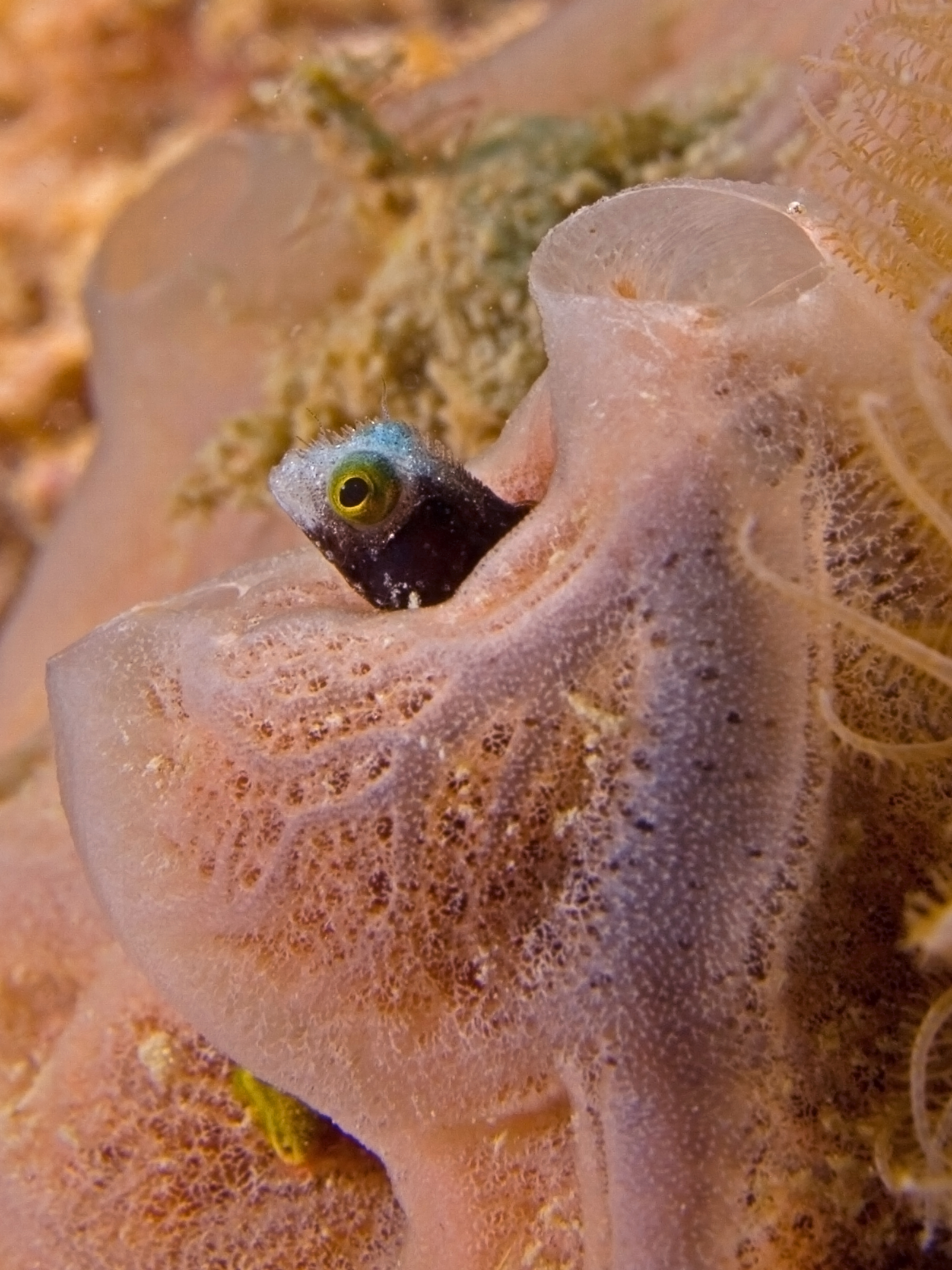
A. spninosa en su tubo.

Acanthemblemaria es un género de peces marinos de la familia de los blénidos en el orden de los Perciformes.

## Especies
Existen las siguientes especies en este género:
- Acanthemblemaria aspera (Longley, 1927)
- Acanthemblemaria atrata (Hastings y Robertson, 1999)
- Acanthemblemaria balanorum (Brock, 1940)
- Acanthemblemaria betinensis (Smith-Vaniz y Palacio, 1974)
- Acanthemblemaria castroi (Stephens y Hobson, 1966)
- Acanthemblemaria chaplini (Böhlke, 1957)
- Acanthemblemaria crockeri (Beebe y Tee-Van, 1938)
- Acanthemblemaria exilispinus (Stephens, 1963)
- Acanthemblemaria greenfieldi (Smith-Vaniz y Palacio, 1974)
- Acanthemblemaria hancocki (Myers y Reid, 1936)
- Acanthemblemaria harpeza (Williams, 2002)
- Acanthemblemaria hastingsi (Lin y Galland, 2010)
- Acanthemblemaria johnsoni (Almany y Baldwin, 1996)
- Acanthemblemaria macrospilus (Brock, 1940)
- Acanthemblemaria mangognatha (Hastings y Robertson, 1999)
- Acanthemblemaria maria (Böhlke, 1961)
- Acanthemblemaria medusa (Smith-Vaniz y Palacio, 1974)
- Acanthemblemaria paula (Johnson y Brothers, 1989)
- Acanthemblemaria rivasi (Stephens, 1970)
- Acanthemblemaria spinosa (Metzelaar, 1919)
- Acanthemblemaria stephensi (Rosenblatt y McCosker, 1988)